# Бернарден де Сен-Пьер, Жак-Анри
Жак-Анри Бернарден де Сен-Пьер (фр. Jacques-Henri Bernardin de Saint-Pierre, 19 января 1737, Гавр — 21 января 1814, Эраньи-сюр-Уаз, департамент Валь-д’Уаз) — французский писатель, путешественник и мыслитель XVIII века, автор знаменитой повести «Поль и Виржини». Член Французской Академии с 1803 по 1814 год.

## Биография
В детстве Сен-Пьер увлекался чтением «Робинзона Крузо». Благодаря своему дяде-капитану Бернарден  совершил путешествие на Мартинику; однако тяготы мореплавания так изнурили его, что он на всю жизнь невзлюбил морскую стихию. Затем он учился в католических коллежах Кана и Руана; система образования у иезуитов в дальнейшем привела Бернардена к выработке если не антиклерикалистских воззрений, то весьма своеобразной концепции Божественного. В 1757 году поступил в Национальную школу мостов и дорог.

### Бернарден-путешественник
При не вполне ясных обстоятельствах получив диплом инженера (училище он так и не окончил), Бернарден работал в Германии (1760), на Мальте (1761); в результате конфликта с начальством отправился в Голландию, затем в Россию (1762), где, возможно, был представлен Екатерине II. Через графа Орлова он предложил императрице проект «колонии авантюристов» на Аральском озере; проект, однако, был отклонён.
Жил в Польше (1764), где поддерживал князя Радзивилла в его борьбе с будущим королём, графом Понятовским; Дрездене, Берлине (где безуспешно пытался завербоваться в прусскую армию), Вене.
В 1766 году вернулся в Париж столь же неимущим, что и в начале своих странствий. Затем Бернардену удалось получить место на судне, отправлявшимся в Индийский океан; два года он провёл на Иль-де-Франсе (ныне остров Маврикий). После недолгого пребывания на расположенном неподалёку острове Бурбон (ныне Реюньон) к июню 1771 года он снова добрался до Парижа. Долгое время Сен-Пьер пытался найти работу. Д'Аламбер ввёл его в салон Жюли де Леспинас, но без особого успеха; Бернарден вскоре порвал с энциклопедистами, но поддерживал сердечные дружеские отношения с Руссо.
Перипетии Великой французской революции Бернарден перенёс сравнительно легко. В 1792 году стал заведовать парижским Ботаническим садом. Лишь в 1793 году он впервые женился — на дочери своего издателя Дидо, Фелисите; после её кончины женился вторично.

### Литературное творчество
Публикация первой книги Сен-Пьера, «Путешествие на Иль-де-Франс» (1773), прошла незамеченной. Долгожданное материальное благополучие Бернардену принесла публикация трактата «Этюды о природе» (1784). Начиная с третьего (1788) издания Сен-Пьер включал в текст «Этюдов» повесть-притчу «Поль и Виржини», которая является признанной вершиной его творчества.
После смерти писателя осталось множество рукописей, на основе которых в 1818 году было выпущено первое собрание его сочинений. Большой интерес для отечественного читателя могли бы представить мемуары Бернардена о России (на русский язык не переводились).

### «Поль и Виржини»
Повесть «Поль и Виржини» — трагическая притча о беззаветной любви, целомудрии и пагубном воздействии цивилизации — вобрала в себя множество культурных ассоциаций (Адам и Ева, Дафнис и Хлоя, Тристан и Изольда, платоновский миф об Андрогине, пасторальный роман Оноре д'Юрфе «Астрея»…). Книга является вместе с тем ключевым произведением французского предромантизма, где Бернарден фактически стал первопроходцем в описании экзотической природы (которую он хорошо знал) и в разработке соответствующего словаря. В повести отразилось воздействие идей Руссо («Юлия, или Новая Элоиза») и аболиционистских представлений. О неслыханной популярности этой повести свидетельствует тот факт, что генерал Бонапарт (в тот момент ещё не ставший императором) брал с собой книгу в период итальянской кампании (1796).

### «Этюды о природе»
В этой пространной книге, написанной под влиянием Бюффона и больше напоминающей лирическое эссе, чем естественнонаучный трактат, Бернарден хотел показать бесконечную заботливость Провидения и доказать, что всё в мире было создано для удобства человека. Несколько наивный телеологизм и финализм «Этюдов о природе» нередко становились предметом критики, в том числе со стороны составившего весьма интересный комментарий к этой книге Джакомо Казановы, а также Шатобриана, вообще-то многим обязанного Бернардену.

## Отзыв К. Батюшкова
Вот какую характеристику Бернардену де Сен-Пьеру — мыслителю дал в своём дневнике 1817 года поэт Константин Батюшков:
Bernardin de St.-Pierre умер незадолго перед нами. Он много странствовал, служил в России офицером и, видно, был несчастлив. Мечтатель, подобный Руссо. Его философия — бред, в котором сияет воображение и всегда видно доброе и чувствительное сердце.

## Основные произведения

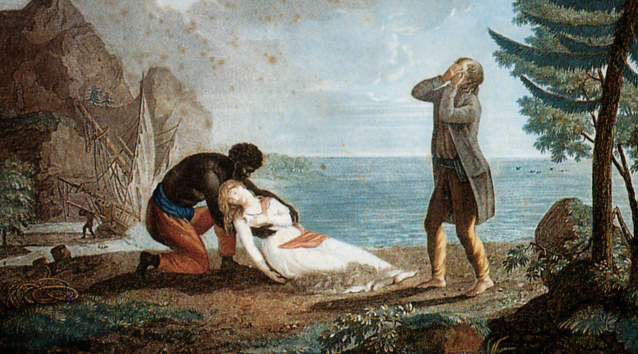
Смерть Виржини. Гравюра Леграна по картине М. Ламбера. Конец XVIII в.

- 1773 — Путешествие на остров Иль-де-Франс
- 1784 — Этюды о природе (3 тома)
- 1787 — Поль и Виржини
- 1788 — Галлия (первая часть незавершённой книги Аркадия)
- 1790 — Индейская хижина
- 1790 — Суратская кофейня; в 1891 году вышла переработка, выполненная Львом Толстым
- 1800—1805 — неоконченный роман Амазонка
- 1815 — Гармонии природы (3 тома)